# Polizeiinspektion Dessau-Roßlau
Die Polizeiinspektion Dessau-Roßlau ist eine der fünf Polizeiinspektionen der Polizei Sachsen-Anhalt. Ihr Sitz ist in Dessau-Roßlau, Kühnauer Straße 161.

## Geschichte
Die Polizeiinspektion Dessau-Roßlau wurde mit der „Polizeistrukturreform 2020“ geschaffen und übernahm einen Teil des Personals von der Polizeidirektion Sachsen-Anhalt Ost.

## Reviere
Der Polizeiinspektion Dessau-Roßlau sind unterstellt:
- das Polizeirevier Landkreis Anhalt-Bitterfeld,
- das Polizeirevier Landkreis Wittenberg,
- das Polizeirevier Dessau-Roßlau.

Der Zuständigkeitsbereich umfasst insgesamt 3.628,74 km².

## Behördenleiter
Von 2019 bis 2024 war Matthias Cichosz als Direktor der Polizeiinspektion Dessau-Roßlau tätig. Seit 2024 steht Michaela Lange der Polizeiinspektion vor.

## Vorfälle bei der Polizei in Dessau
Bei der Polizei in Dessau-Roßlau ist es wiederholt zu erheblichen Vorfällen auch in Verbindung mit Todesfällen gekommen. Ein Übersicht findet sich im Artikel Vorfälle bei der Polizei in Dessau-Roßlau nach 1990.